# Cambuci (fruta)
O cambuci  ou cambucizeiro (Campomanesia phaea) é uma árvore frutífera nativa da Mata Atlântica. A espécie esteve em risco de extinção por ser fortemente explorada em função de sua madeira de excelente qualidade para a fabricação de ferramentas e utensílios básicos e pelo desmatamento provocado pelo crescimento das cidades. Mais recentemente, descobriram-se novas aplicações econômicas para o cambuci, empregando-o para produzir geleias, sorvetes, sucos, licores, mousses e bolos, além de ser utilizado em sucos e macerado em bebidas alcoólicas. Por consequência, a espécie conheceu uma melhora em seu estado de conservação. Antigamente abundante na cidade de São Paulo, deu nome a um de seus bairros tradicionais.
O nome cambuci é de origem tupi antiga e deve-se à forma de seus frutos, parecidos com os potes de cerâmica que recebiam o mesmo nome.
A espécie foi inicialmente descrita por Berg em 1857, como Abbevillea phaea.

## Etimologia
O nome cambuci é uma abreviação do tupi antigo 'ybakamusi, literalmente "fruta-pote", devido ao seu formato. Kamusi em tupi era talha, pote, jarro, vaso, entre diversos outros significados semelhantes.

## Características

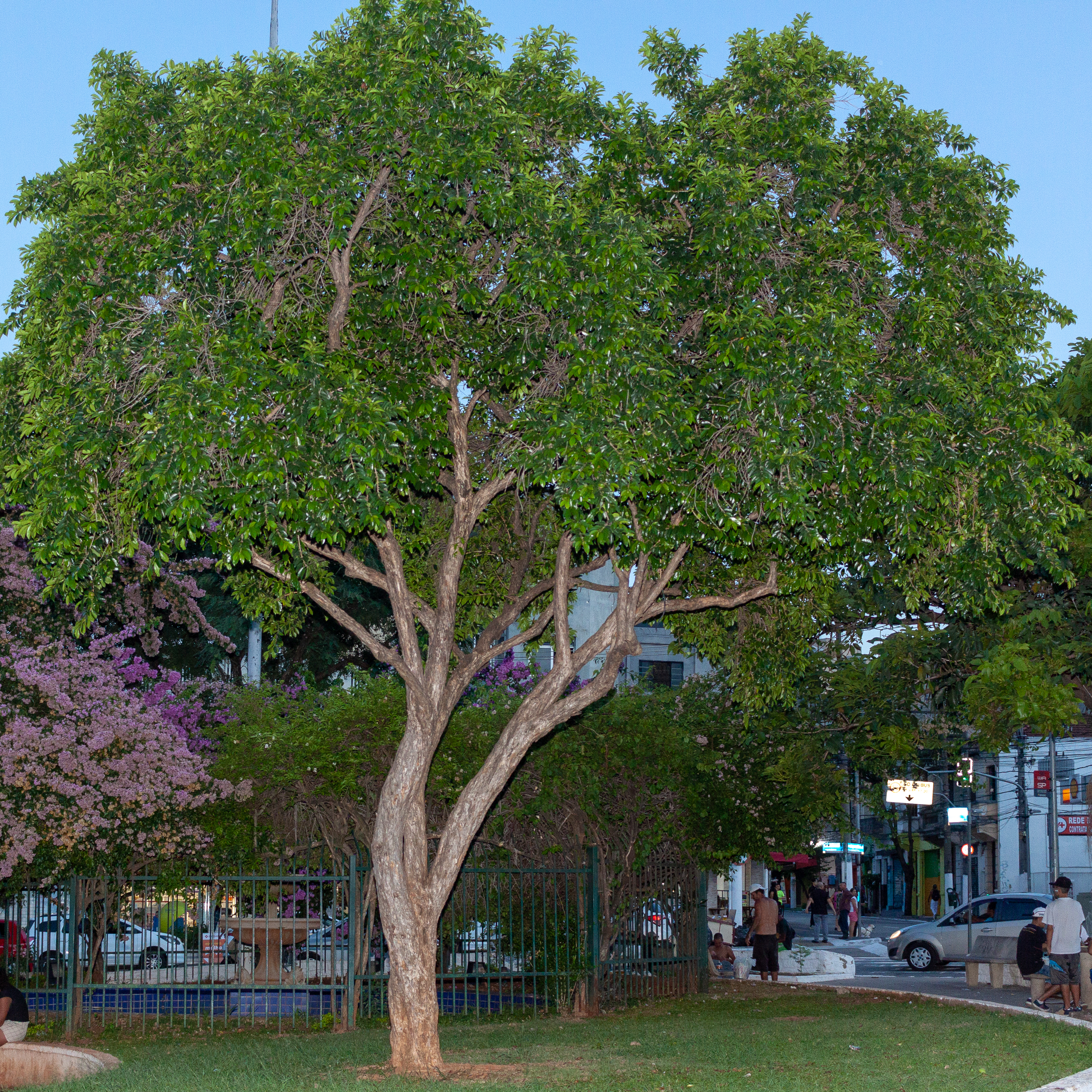
Árvore do Cambuci

Árvore de 3 a 5 m de altura, com copa piramidal, tronco descamante com 20 a 30 cm de diâmetro.
Folhas simples, lisas, de 7–10 cm de comprimento por 3-4 de largura, flores axilares pedunculadas e solitárias. 
O fruto é uma baga lisa, achatada, de cor verde mesmo quando maduro, de polpa carnosa doce-acidulada.
As frutas de Cambuci têm um perfume intenso, adocicado, mas de sabor ácido como o limão.
Parente da goiaba e da pitanga, o cambuci é caracterizado pela sua riqueza em vitamina C e por ser muito azedo ao nosso paladar - por essa razão, não é um fruta para se saborear in natura como suas 'primas', mesmo assim muitos o consomem desta forma.
Segundo o químico e fitologista Lelington Lobo Franco, autor do livro As Incríveis 50 Frutas e seus Poderes Medicinais, ele é indicado para pessoas de constituição física frágil, doentes, anêmicas ou convalescentes. "Possui tanino, substância empregada no tratamento de bronquite, tosse e coqueluche. Ainda é composto por vitamina A (boa para visão), complexo B (ajuda na memória) e ferro". É rica em vitamina C, com propriedades antioxidantes e adstringentes que retardam o envelhecimento e fortalece o sistema imunológico, além de combater o colesterol. Tem altos teores de lipídios, carboidratos e proteínas, além de grande quantidade de ácido ascórbico.

## Distribuição
Esta espécie é endêmica do Brasil, ocorre nos estados de São Paulo, Rio de Janeiro e Minas Gerais, na vertente da Serra do Mar voltada para o planalto e no começo deste, na floresta ombrófila densa da Mata Atlântica. Ocorre também na restinga do litoral norte de São Paulo.
Atualmente é encontrada apenas nos arredores de São Paulo (Paranapiacaba, Mogi das Cruzes, Ribeirão Pires, Rio Grande da Serra, Paraibuna, Parelheiros e Salesópolis) e em Teresópolis (no Parque Nacional da Serra dos Órgãos), no Rio de Janeiro.
Os principais disseminadores deste fruto, são as pacas, as antas, os cachorros do mato, e os veados. Ao se alimentarem, espalham suas sementes pelos locais por onde circulam. Um pé de cambuci em idade adulta chega a produzir 200 kg de frutos por ano; porém, em algumas regiões, foram encontrados alguns pés produzindo muito mais.
Dele se produz diversos subprodutos e os moradores de Paranapiacaba, utilizam o Cambuci para elaborar deliciosas receitas como geléias, sorvetes, sucos, licores, maceração em bebidas alcoólicas, mousse, sorvete, bolo, além do tradicional suco. É apreciada também ao natural, mesmo sendo ácida.Também se prepara a cachaça-com-cambuci, aguardente aromatizada com a fruta em infusão.

### Ecologia
Árvore semidecídua, higrófita, heliófita, muito rara, apesar da dispersão zoocórica pelas aves. 
Floresce de agosto a novembro e os frutos amadurecem em janeiro a março.
Um quilo de sementes contém cerca de trinta mil sementes de baixa germinação.
O desenvolvimento da planta é lento.